# Every Sunday
Vous lisez un « bon article » labellisé en 2011.
Pour plus de détails, voir Fiche technique et Distribution.
Every Sunday (parfois appelé par erreur Every Sunday Afternoon, One Sunday Afternoon ou Opera vs. Jazz) est un court métrage musical américain en noir et blanc de onze minutes, sorti le 28 novembre 1936. Réalisé par Felix E. Feist, il suit l'histoire de deux jeunes filles s'efforçant de sauver une série de concerts publics, dont l'existence est menacée par la désaffection du public.
Ce court-métrage est resté célèbre pour avoir servi de bout d'essai à Judy Garland et Deanna Durbin, deux jeunes actrices qui deviennent par la suite des célébrités de premier plan. Il marque par ailleurs leur unique collaboration et leur première apparition significative à l'écran. Passé relativement inaperçu à l'époque de sa sortie, il s'est forgé une réputation généralement positive parmi les biographes de Judy Garland.

## Synopsis
Edna (Deanna Durbin) et Judy (Judy Garland), deux amies habitant une petite ville, sont bouleversées : le grand-père d'Edna et son orchestre, qui donnent des concerts gratuits le dimanche dans un parc local, vont peut-être être remerciés par le conseil municipal en raison de leur peu de succès. Les deux jeunes filles ont alors l'idée de chanter lors de ces concerts et d'en faire la publicité. Un dimanche, elles rejoignent le grand-père d'Edna au kiosque à musique. Le chant lyrique d'Edna et le swing de Judy attirent la foule. L'évènement rencontre un gros succès et sauve les concerts.

## Fiche technique
- Titre original : Every Sunday
- Production : Metro-Goldwyn-Mayer, Jack Chertok (en) (producteur exécutif, non mentionné), George Sidney (producteur, non mentionné)
- Réalisation : Felix E. Feist
- Scénario : Mauri Grashin
- Photo : Charles G. Clarke (non mentionné)
- Musique : Con Conrad et Herb Magidson
- Pays de production : États-Unis
- Langue : anglais
- Durée : 11 minutes
- Société de distribution : Metro-Goldwyn-Mayer

## Distribution
- Deanna Durbin
- Judy Garland
- Clem Bevans
- Jules Cowles
- Paul Irving
- Thomas Pogue
- Richard Powell
- Kathryn Sheldon
- Tammany Young

## Production
En 1935, deux jeunes chanteuses Deanna Durbin, 14 ans, et Judy Garland, 13 ans, signent chacune un contrat rémunéré avec le studio de la Metro-Goldwyn-Mayer (M.G.M). Un an plus tard, elles n'ont toujours pas joué dans le moindre film. Leurs contrats arrivant bientôt à expiration, les dirigeants du studio s'interrogent sur l'intérêt de conserver deux chanteuses au lieu d'une. Le cofondateur de la MGM, Louis B. Mayer prend alors conseil auprès de Jack Chertok, responsable du studio des courts métrages. Celui-ci propose de réaliser un court-métrage comme bout d'essai afin de décider lequel des deux contrats doit être renouvelé.
À l'origine, le scénario d'Every Sunday est prévu pour un long-métrage mais Jack Chertok décide de transformer l’histoire pour confronter les styles musicaux des deux chanteuses. Ainsi, Deanna Durbin (dont le véritable prénom est Edna, comme l'héroïne qu'elle incarne) enregistre un air d'opéra, l'aria Il Bacio, tandis que Judy Garland interprète deux chansons de jazz, Waltz with a Swing de Roger Edens et The Americana, morceau spécial écrit par les compositeurs Con Conrad et Herb Magidson. La préparation se fait en quatre jours et le film se tourne en moins d'une semaine durant l'absence de Louis B. Mayer, alors en déplacement en Europe.
Après la projection du court métrage aux dirigeants de la M.G.M, les avis sont divisés sur le choix à opérer. D'un côté la chef de production et première monteuse de Mayer, Margaret Booth, choisit Deanna Durbin tandis que le chef de production et directeur de casting Benjamin Thau ainsi que l'assistante de Mayer, Ida Koverman, préfèrent Judy Garland. Finalement, Louis B. Mayer, au retour de son voyage, décide de garder les deux jeunes filles.
Il s'agit de l'unique participation de Deanna Durbin et Judy Garland dans un même film car dans l'intervalle, le contrat de Deanna Durbin a expiré et personne n'a pris la précaution de le renouveler. Or, Rufus LeMaire, l'ancien directeur de casting de la M.G.M qui avait signé son engagement, travaille désormais au studio concurrent, Universal Pictures. Il convainc rapidement Deanna Durbin d'y signer un nouveau contrat pour un salaire hebdomadaire de 300 dollars avec l'assurance de Joe Pasternak, dirigeant du studio Universal, d'avoir le premier rôle du film Trois jeunes filles à la page (« Three Smart Girls »). Ce film ainsi que Deanna et ses boys (« One Hundred Men And A Girl ») en 1937 et Cet âge ingrat (« That Certain Age ») en 1938 remportent un tel succès qu'ils sauvent Universal de la faillite. Elle devient jusqu'en 1948 la principale vedette féminine du studio. Son succès provoque la fureur de Louis B. Mayer qui déclare selon la légende : « Nous ferons de Judy une star plus grande encore ! ».

## Accueil
Comme tout court métrage à petit budget et dépourvu de vedettes, Every Sunday n'attire pas l'attention des critiques lors de sa sortie. Le journal de la ville natale de Deanna Durbin, le Winnipeg Free Press, lui consacre néanmoins une chronique favorable tout en regrettant sa brièveté.
Lorsqu'ils évoquent Every Sunday, les biographes de Judy Garland sont généralement flatteurs à la fois avec la jeune actrice et le film : « Sans prétention et fascinant, Every Sunday nous donne un aperçu merveilleux du talent de Judy » et « [le film] révèle quelle artiste accomplie elle était déjà à quatorze ans ». A contrario, Judy Garland n'a pas aimé se voir à l'écran : « Je pensais que je serais photographiée comme une sirène. Et lorsque j'ai vu cette fille grassouillette au nez retroussé et au visage rempli de taches de rousseur, j'ai réalisé que c'était moi que je voyais à l'écran. Je suis rentrée à la maison et j'ai pleuré jusqu'à ce que je m'endorme »,.
Les biographes de Deanna Durbin sont plus partagés sur sa prestation. Si certains la trouvent « détendue » et « heureuse » dans le film, d'autres regrettent son manque de confiance en soi et son côté un peu « raide ».

## Produits dérivés
Le court-métrage Every Sunday est présent dans les bonus du DVD For Me and My Gal, film musical de 1942 avec Gene Kelly et Judy Garland. Les chansons figurent sur l'album Original Soundtrack of Ziegfeld Girl, Every Sunday, Meet Me In St. Louis (Great Movie Themes) du label italien Saar Srl et paru en décembre 2009.